# Jules de Francheville
Pour les articles homonymes, voir Francheville.
Gabriel-Jules de Francheville du Pélinec, né à Sarzeau le 16 janvier 1813, mort à Vannes le 26 janvier 1866, est un poète et littérateur breton.

## Biographie

### Origines et famille
Né le 16 janvier 1813, Gabriel-Jules de Francheville du Pélinec est issu d'une vieille famille bretonne, dont le plus ancien représentant avéré est Pierre Francheville, receveur des havres et du port de Vannes. Son fils Étienne achète le manoir de Truscat (Sarzeau) vers 1510 et exploite les salines, qui sont à l'origine de la fortune de la famille. La famille de Francheville a fourni plusieurs sénéchaux de Rhuys ou de Vannes, ainsi que des ecclésiastiques dont Catherine de Francheville, Vénérable et fondatrice des dames de la Retraite, et Daniel de Francheville, évêque de Périgueux.
Le grand-père de Jules, Toussaint de Francheville du Pélinec, ancien officier de marine, prit la tête du mouvement chouan dans le pays de Guérande en 1793, aux côtés de Silz puis de Cadoudal. Le père de Jules, Gabriel de Francheville du Pélinec, rejoint également la chouannerie, se bat à Auray en 1815, puis il intègre la garde royale lors de la seconde Restauration, avant d'être élu, le 23 juin 1830, député du 1er arrondissement du Morbihan (Vannes).

### Formation
Jules de Francheville étudie au "petit séminaire", collège jésuite de Sainte-Anne d'Auray où il se lie d'amitié avec La Villemarqué, jusqu'à l'expulsion de la congrégation en 1828, puis il rejoint le collège de Juilly. Sa formation terminée à l'été 1833, il se rend à Paris où il poursuit des études de droit et obtient sa licence après avoir soutenu sa thèse dont le manuscrit est publié en 1838. Durant ses études Jules fréquente les cercles de l'aristocratie bretonne, composés de jeunes intellectuels, catholiques et légitimistes, fortement influencés par le romantisme chrétien de Chateaubriand, comme Auguste Brizeux, Louis de Carné, Auguste du Marhallac'h ou encore l'auteur du Barzaz Breiz. De cette colonie bretonne naît une génération de poètes qui s'engagent pour la défense du folklore régional, en magnifiant dans leurs œuvres la Bretagne, sa langue, sa littérature et son histoire.
En octobre 1838, Francheville embarque pour le Pays de Galles : il fait partie de la délégation bretonne menée par La Villemarqué à l'occasion de l'Eisteddfod de 1838 organisé par la Cymdeithas Cymreigyddion y Fenni (en) (société des galloisants d'Abergavenny). Invitée pour « étudier à leur source et comparer entre eux l'idiome et les monuments d'origine celtique » la délégation est reçue à Abergavenny le 11 octobre 1838, et durant les festivités Francheville est amené à lire des vers de sa composition qui lui valent « les éloges de M. de Lamartine » ainsi que les applaudissements de l'assemblée.
Durant cette période, Francheville commence à écrire des poèmes, des contes et des articles philosophiques qui paraissent dans L'Écho de la Jeune France, Le Messager des demoiselles ou L'Université catholique. Il réside à la pension Bailly où il assiste aux conférences de littérature et d'histoire, puis il devient membre de la Société des Bonnes Études fondée par ce même Bailly. C'est là qu'il fait la rencontre de Frédéric Ozanam, avec lequel il participe à la création en 1833 de la Conférence de la charité, qui prend par la suite le nom de Société Saint-Vincent-de-Paul,. Il fait publier Une branche d'aubépine en 1838, imprimé chez Ducessois.

### Retour en Bretagne
Le 18 novembre 1840, à Beauvais, il épouse Marie Blanchart, fille du négociant Stanislas Blanchart et de Geneviève Rosalie Ricard, avec laquelle il a sept enfants, dont trois meurent en bas âge. Il achète le château d'Armainvillier en 1843 et le revend en 1850. Son père, Gabriel de Francheville, meurt en 1849 en désignant comme héritier du château de Truscat son petit-fils Alban, fils aîné de Jules et Marie, qui n'a alors que 5 ans. Jules devient donc, indirectement, propriétaire du domaine familial où désormais il réside, et dans lequel il entreprend d'importants travaux de rénovation et d'agrandissement, à l'aide de l'architecte Marius Charier. En 1852, il achète le château de Suscinio pour le sauver de la ruine et empêcher que le site devienne une carrière de pierre. Il achète le château de Kerthomas en ruine en 1857, pour le restaurer sur les plans de l'architecte rennais Jacques Mellet.
Il se présente aux élections législatives de 1852 dans la 1re circonscription du Morbihan en ne cachant pas ses convictions légitimistes, mais il échoue face au candidat de la majorité bonapartiste, François Jollivet de Castelot, malgré le soutien de la presse royaliste régionales. La même année, il se présente aux élections municipales de Sarzeau, mais il échoue une nouvelle fois, face à son frère Amédée.
En Bretagne, Francheville ne cesse pas d'écrire pour autant, et publie en 1850 son recueil Foi et patrie, dans lequel il compile ses poèmes les plus importants. De plus, il collabore en 1864 au Grand-Bey, recueil en hommage à Chateaubriand auquel participent 24 des plus grands noms de la littérature bretonne (dont Brizeux, La Villemarqué, Pitre-Chevalier, du Clésieux, du Breil de Marzan, Duquesnel, Boulay-Paty, Violeau, Le Flaguais, Carné, La Morvonnais, Ampère et Souvestre). Il est également impliqué dans plusieurs sociétés culturelles catholiques et bretonnes, et publie des poèmes dans la Revue de Bretagne et de Vendée.

## Style
Sauf exception, les poèmes de Francheville ont pour cadre le Morbihan, en raison de son attachement à la culture bretonne, et possèdent un sous-texte religieux. En effet, à l'instar de Chateaubriand, il trouve dans la poésie le moyen de donner à voir un idéal chrétien, faisant ainsi de sa littérature une œuvre d'espérance.
« Ces poésies sont nées sur le bord des mers dont elles reflètent les aspects ; comme ces algues marines qui ne se détachent du rivage que pour s'engloutir ; si elles apparaissent un instant à la surface de la publicité , c'est pour se perdre dans l'oubli ; mais parfois un naufragé égaré sur une mer sans bornes, voyant flotter une petite plante des grèves, croit à l'approche du rivage et espère. Puisse aussi une seule âme, perdue sur l'océan du doute, se sentir un instant éclairée à la vue de ces feuilles légères, non de la lumière de la foi, que la poésie ne donne pas , mais d'un seul rayon de sa sœur divine, l'espérance ! » Jules de Francheville, Préface de Foi et patrie (1850)

## Œuvres
- Une branche d'aubépine (1838) Paris, "La France Littéraire"[10]
- Les deux devises (1838)
- Foi et patrie (1850) Paris, Michel Lévy frères[12]
- Submersion de la ville d'Is (1860) Nantes,  "Revue de Bretagne et de Vendée"

## >Pour approfondir